# Lonchaea deutschi
Lonchaea deutschi är en tvåvingeart som beskrevs av Zetterstedt 1837. Lonchaea deutschi ingår i släktet Lonchaea, och familjen stjärtflugor. Arten är reproducerande i Sverige.